# Піхотна дивізія «Шлагетер»
Піхотна дивізія «Шлагетер» (нім. Infanterie-Division Schlageter) — дивізія Вермахту, що існувала наприкінці Другої світової війни.

## Історія
Піхотна дивізія «Шлагетер» сформована 31 березня 1945 року в ході 35-ї хвилі мобілізації у 10-му військовому окрузі на навчальному центрі Мюнстер (нім. Truppenübungsplatz Munster) на основі залишків 299-ї піхотної дивізії та 7500 чоловіків з 1-ї дивізії Імперської служби праці. Від Імперської служби праці до складу з'єднання увійшло 1500 осіб рядового та фельдфебельського складу, 2500 навчених працівників та 3500 рекрутів служби. Дивізія розгромлена у травні 1945 року та здалась американським військам.

## Райони бойових дій
- Німеччина (квітень — травень 1945).

## Командування
- генерал-лейтенант Вільгельм Гойн (нім. Wilhelm Heun) (31 березня — 8 травня 1945).

## Склад
| 1945                                    |
| --------------------------------------- |
| 1-й гренадерський полк «Шлагетер»       |
| 2-й гренадерський полк «Шлагетер»       |
| 3-й гренадерський полк «Шлагетер»       |
| Фузілерний батальйон «Шлагетер»         |
| Артилерійський полк «Шлагетер»          |
| Протитанковий загін «Шлагетер»          |
| Інженерний батальйон «Шлагетер»         |
| Дивізійний батальйон зв'язку «Шлагетер» |